# League Championship Series Most Valuable Player Award

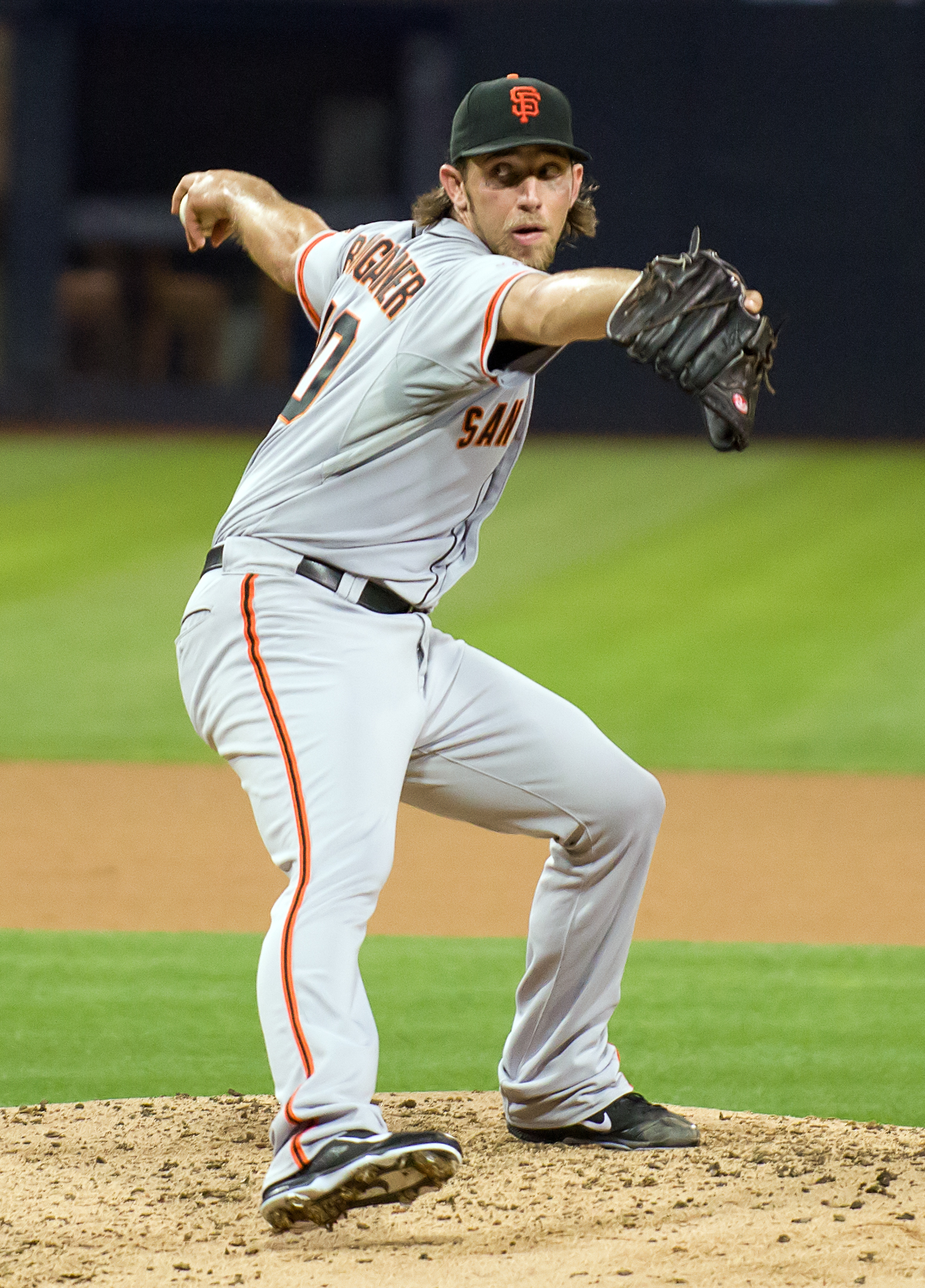
Madison Bumgarner, National League Championship Series Most Valuable Player w 2014, jest ostatnim zawodnikiem, który został wybrany również World Series MVP w tym samym sezonie.

League Championship Series Most Valuable Player Award – w Major League Baseball (MLB) nagroda nadawana corocznie najbardziej wartościowemu zawodnikowi w American League Championship Series i w National League Championship Series, które stanowią drugą rundę postseason. Zwycięzcy obydwu serii uzyskują awans do World Series, których wygrany zostaje mistrzem MLB. Po raz pierwszy nadana w National League w 1977, w American League zaś trzy lata później.

## American League Championship Series MVP
| Rok  | Zawodnik            | Klub                 | Pozycja           | Wybrane statystyki                                                                                        | Źródło |
| ---- | ------------------- | -------------------- | ----------------- | --- | ------ |
| 1980 | Frank White         | Kansas City Royals   | drugobazowy       | - 0,545 średniej uderzeń - 1 home run - 3 RBI                                                             | [ 2 ]  |
| 1981 | Graig Nettles       | New York Yankees     | trzeciobazowy     | - 0,500 średniej uderzeń - 3 extra base hits - 9 RBI                                                      | [ 3 ]  |
| 1982 | Fred Lynn           | California Angels ** | zapolowy          | - 0,611 średniej uderzeń - 11 uderzeń - 5 RBI                                                             | [ 4 ]  |
| 1983 | Mike Boddicker      | Baltimore Orioles    | starting pitcher  | - 1–0 W–L w pełnym meczu; 1 shutout - 9 inningów bez oddania runa - 14 strikeouts                         | [ 5 ]  |
| 1984 | Kirk Gibson         | Detroit Tigers       | zapolowy          | - 0,417 średniej uderzeń - 1 home run - 2 RBI                                                             | [ 6 ]  |
| 1985 | George Brett #      | Kansas City Royals   | trzeciobazowy     | - 0,348 średniej uderzeń - 3 home runy - 5 RBI                                                            | [ 7 ]  |
| 1986 | Marty Barrett       | Boston Red Sox       | drugobazowy       | - 0,367 średniej uderzeń - 11 uderzeń - 5 RBI                                                             | [ 8 ]  |
| 1987 | Gary Gaetti         | Minnesota Twins      | trzeciobazowy     | - 0,300 średniej uderzeń - 2 home runy - 5 RBI                                                            | [ 9 ]  |

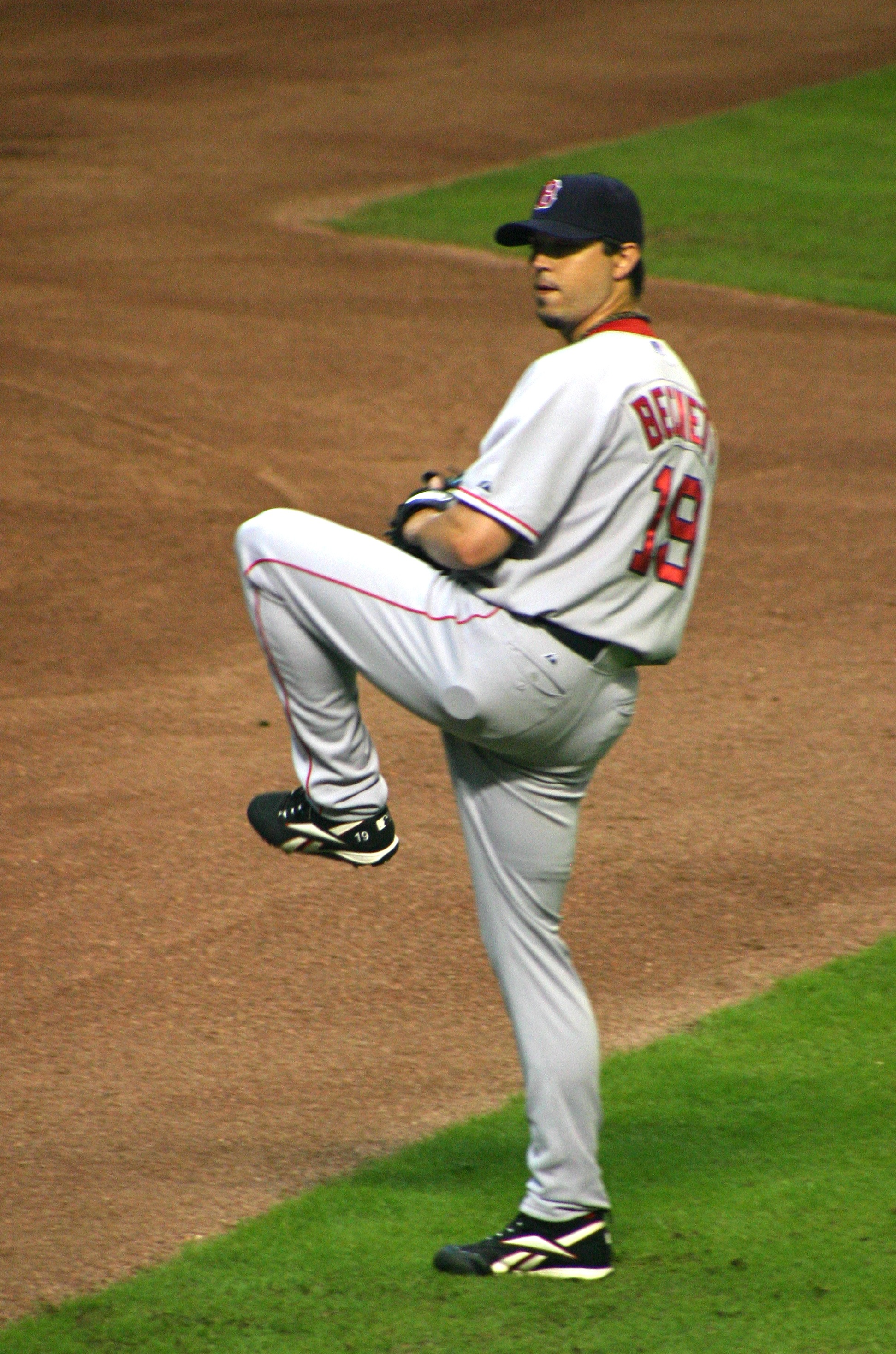
Josh Beckett (ALCS MVP 2007).

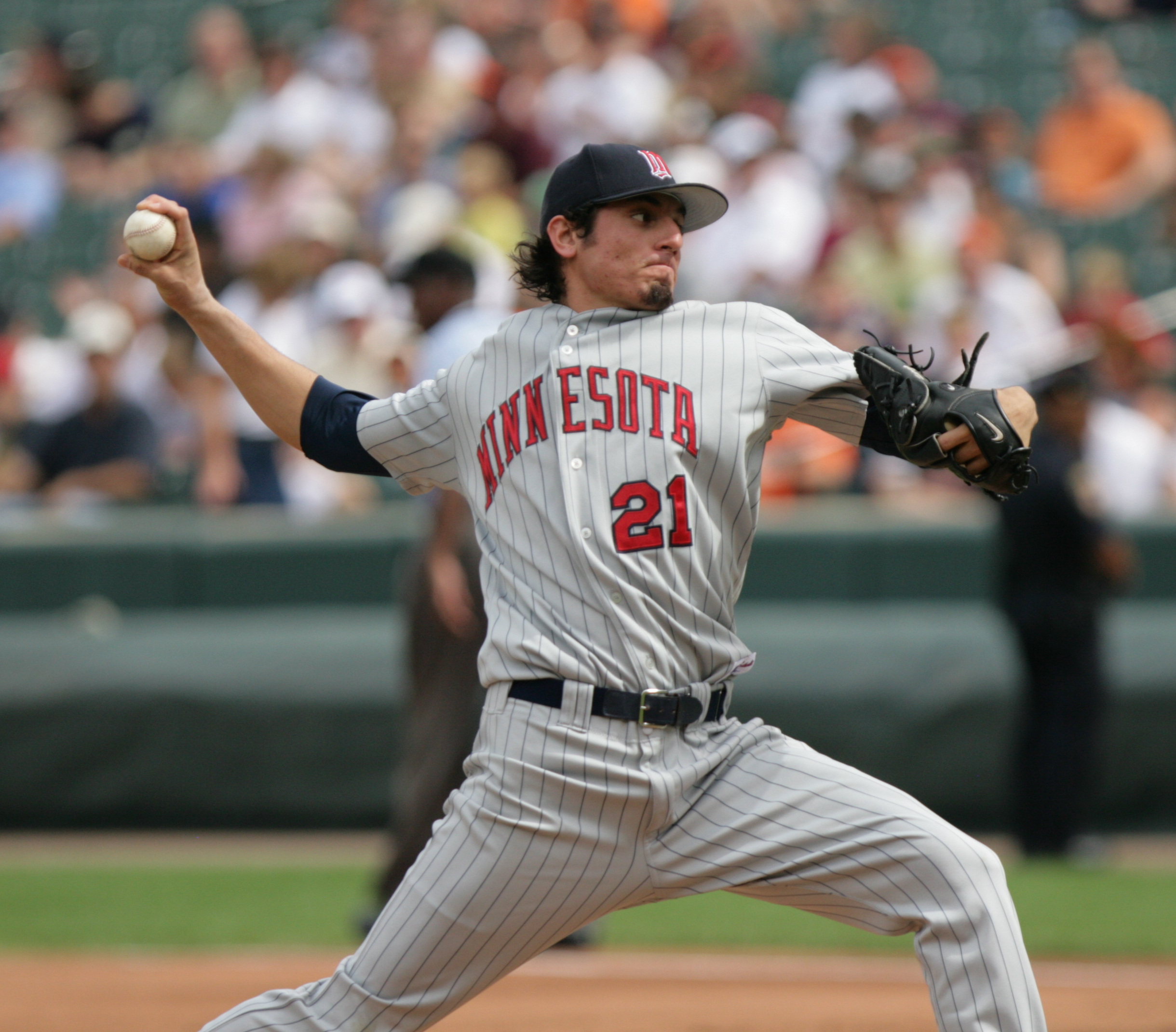
Matt Garza (ALCS MVP 2008).

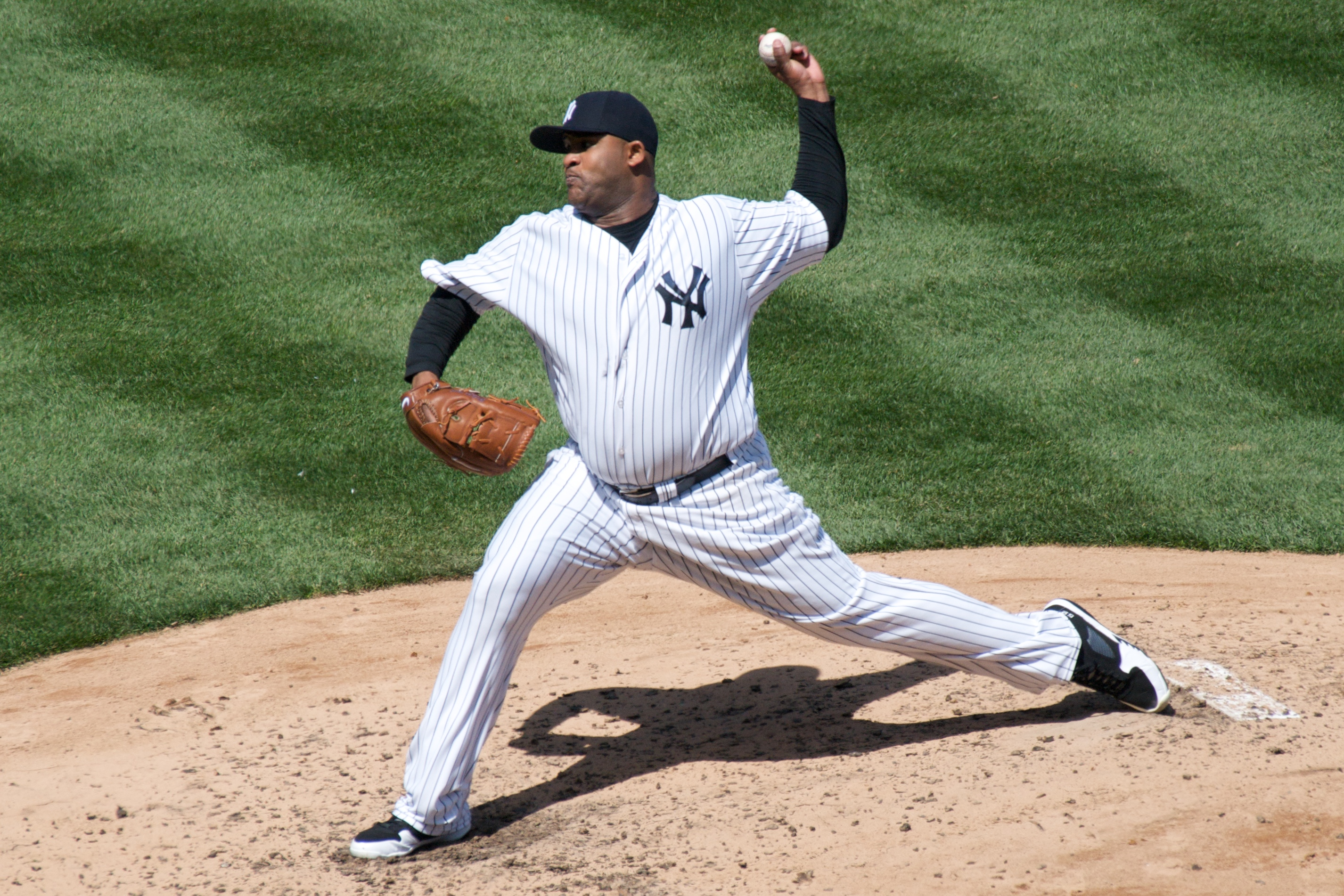
CC Sabathia (ALCS MVP 2009).

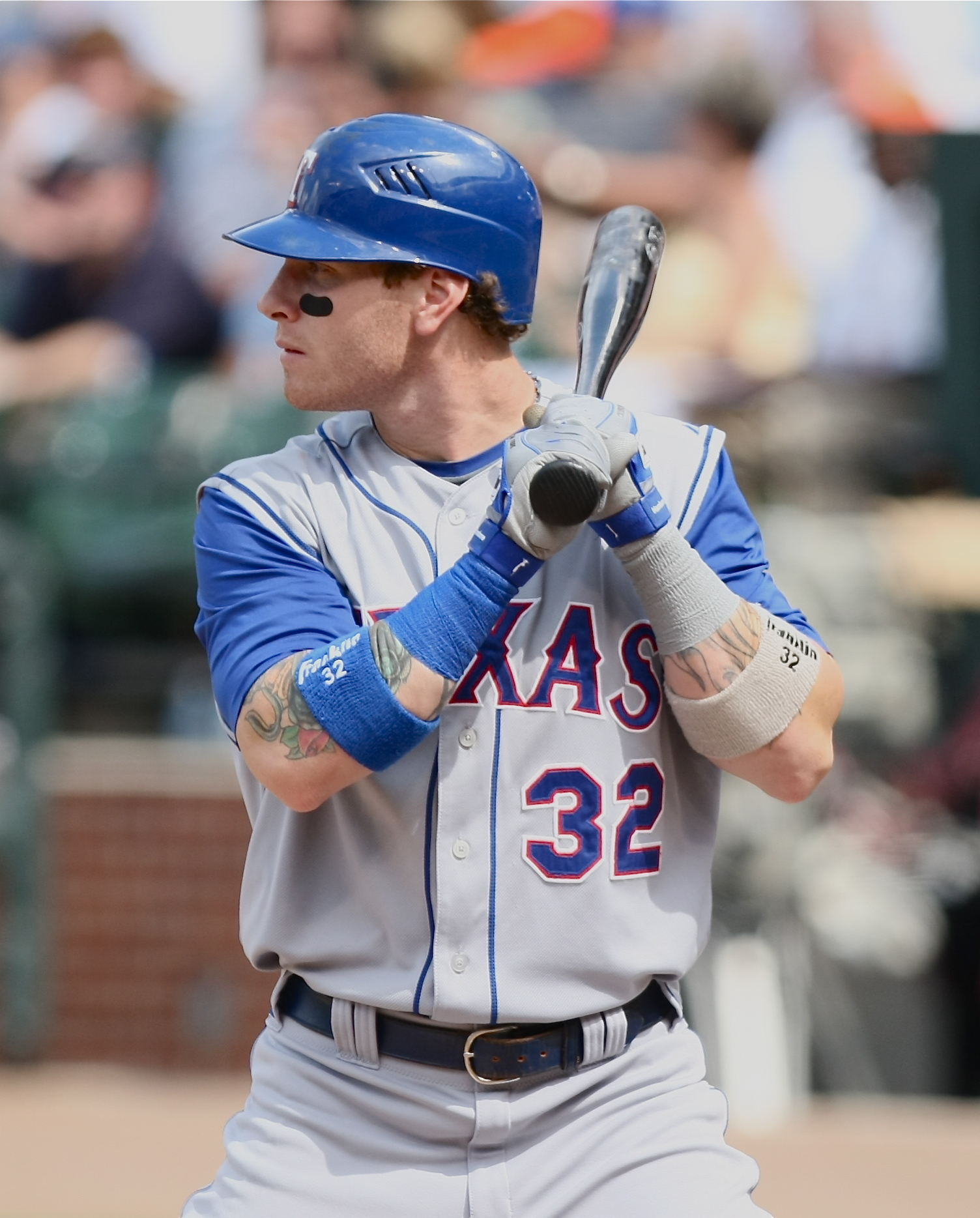
Josh Hamilton (ALCS MVP 2010).

| 1988 | Dennis Eckersley #  | Oakland Athletics    | relief pitcher    | - 4 save'y w 4 meczach jako reliever - 6 innings bez oddania runa - 5 strikeoutów                         | [ 10 ] |
| 1989 | Rickey Henderson #  | Oakland Athletics    | zapolowy          | - 0,400 średniej uderzeń - 2 home runy - 8 skradzione bazy                                                | [ 11 ] |
| 1990 | Dave Stewart        | Oakland Athletics    | starting pitcher  | - 2–0 w 2 meczach jako starter - oddał 2 runy w 16 rozegranych inningach - 0,63 WHIP                      | [ 12 ] |
| 1991 | Kirby Puckett #     | Minnesota Twins      | zapolowy          | - 0,429 średniej uderzeń - 2 home runy - 5 RBI                                                            | [ 13 ] |
| 1992 | Roberto Alomar #    | Toronto Blue Jays    | drugobazowy       | - 0,423 średniej uderzeń - 2 home runy - 4 RBI                                                            | [ 14 ] |
| 1993 | Dave Stewart (2)    | Toronto Blue Jays    | starting pitcher  | - 2–0 W–L w 2 meczach jako starter - oddane 3 runy w 13⅓ rozegranych inningach - 8 strikeoutów            | [ 15 ] |
| 1994 | —                   | —                    | —                 | League Championship Series nie odbyły się z powodu strajku zawodników                                     | [ 16 ] |
| 1995 | Orel Hershiser (2)  | Cleveland Indians    | starting pitcher  | - 2–0 W–L w 3 meczach jako starter - oddał 2 runy w 14 rozegranych inningach - 15 strikeoutów             | [ 17 ] |
| 1996 | Bernie Williams     | New York Yankees     | zapolowy          | - 0,474 średniej uderzeń - 2 home runy - 6 RBI                                                            | [ 18 ] |
| 1997 | Marquis Grissom     | Cleveland Indians    | zapolowy          | - Dający zwycięstwo home run w 8. zmianie meczu numer 2 - 6 uderzeń - 3 skradzione bazy                   | [ 19 ] |
| 1998 | David Wells         | New York Yankees     | starting pitcher  | - 2–0 W–L w 2 meczach jako starter - oddał 5 runów w 15⅔ rozegranych inningach - 18 strikeoutów           | [ 20 ] |
| 1999 | Orlando Hernández   | New York Yankees     | starting pitcher  | - 1–0 W–L w 2 meczach jako starter - oddał 3 runy w 15 rozegranych inningach - 13 strikeoutów             | [ 21 ] |
| 2000 | David Justice       | New York Yankees     | zapolowy          | - 0,824 on-base plus slugging - 2 home runy - 8 RBI                                                       | [ 22 ] |
| 2001 | Andy Pettitte       | New York Yankees     | starting pitcher  | - 2–0 W–L w 2 meczach jako starter - oddał 4 runy w 14⅓ rozegranych inningach - 8 strikeoutów             | [ 23 ] |
| 2002 | Adam Kennedy        | Anaheim Angels       | drugobazowy       | - 0,357 średniej uderzeń - 3 home runy - 5 RBI                                                            | [ 24 ] |
| 2003 | Mariano Rivera      | New York Yankees     | relief pitcher    | - 1 wygrana, 2 save'y w 4 występach jako reliever - oddał 1 run w 8 rozegranych inningach - 6 strikeoutów | [ 25 ] |
| 2004 | David Ortiz         | Boston Red Sox       | designated hitter | - 0,387 średniej uderzeń - 3 home runy - 11 RBI                                                           | [ 26 ] |
| 2005 | Paul Konerko        | Chicago White Sox    | pierwszobazowy    | - 0,286 średniej uderzeń - 2 home runy - 7 RBI                                                            | [ 27 ] |
| 2006 | Plácido Polanco     | Detroit Tigers       | drugobazowy       | - 0,529 średniej uderzeń - 9 uderzeń - 2 RBI                                                              | [ 28 ] |
| 2007 | Josh Beckett        | Boston Red Sox       | starting pitcher  | - 2–0 W–L w 2 meczach jako starter - oddał 3 run w 14 rozegranych inningach - 18 strikeoutów              | [ 29 ] |
| 2008 | Matt Garza          | Tampa Bay Rays       | starting pitcher  | - 2–0 W–L w 2 meczach jako starter - oddał 2 run w 13 rozegranych inningach - 14 strikeoutów              | [ 30 ] |
| 2009 | CC Sabathia         | New York Yankees     | starting pitcher  | - 2–0 W–L w 2 meczach jako starter - oddał 2 run w 16 rozegranych inningach - 12 strikeoutów              | [ 31 ] |
| 2010 | Josh Hamilton       | Texas Rangers        | zapolowy          | - 0,350 średniej uderzeń - 4 home runy - 7 RBI                                                            | [ 32 ] |
| 2011 | Nelson Cruz         | Texas Rangers        | zapolowy          | - .364 batting average - 6 home runów - 13 RBI                                                            | [ 33 ] |
| 2012 | Delmon Young        | Detroit Tigers       | designated hitter | - 0,353 średniej uderzeń - 2 home runy - 5 runs batted in                                                 | [ 34 ] |
| 2013 | Kōji Uehara         | Boston Red Sox       | relief pitcher    | - 1 wygrana, 3 save'y w 5 występach jako reliever - 6 inningów bez oddania runa - 9 strikeoutów           | [ 35 ] |
| 2014 | Lorenzo Cain        | Kansas City Royals   | zapolowy          | - 0,533 średniej uderzeń - 5 runów - 8 uderzeń                                                            | [ 36 ] |
| 2015 | Alcides Escobar     | Kansas City Royals   | łącznik           | - 0,526 średniej uderzeń - 5 runów - 10 uderzeń                                                           | [ 37 ] |
| 2016 | Andrew Miller       | Cleveland Indians    | relief pitcher    | - 7⅔ inningów bez oddania runa w 4 meczach - 14 strikeoutów                                               | [ 38 ] |
| 2017 | Justin Verlander    | Houston Astros       | starting pitcher  | - 2–0 W–L w 2 meczach jako starter - oddał 1 runa w 16 rozegranych inningach - 21 strikeoutów             | [ 39 ] |
| 2018 | Jackie Bradley, Jr. | Boston Red Sox       | zapolowy          | - 9 RBI - 2 home runy - grand slam w meczu nr 3                                                           | [ 40 ] |
| 2019 | José Altuve         | Houston Astros       | drugobazowy       | - 0,348 średniej uderzeń - zwycięski w całej serii walk-off home run - 3 RBI                              | [ 41 ] |

## National League Championship Series MVP
| Rok      | Zawodnik           | Klub                    | Pozycja                         | Wybrane statystyki | Źródło |
| -------- | ------------------ | ----------------------- | ------------------------------- | --- | ------ |
| 1977     | Dusty Baker        | Los Angeles Dodgers     | zapolowy                        | - 0,357 średniej uderzeń - 2 home runy - 8 RBI | [ 42 ] |
| 1978     | Steve Garvey       | Los Angeles Dodgers     | pierwszobazowy                  | - 0,389 średniej uderzeń - 4 home runy - 7 RBI | [ 43 ] |
| 1979*    | Willie Stargell #  | Pittsburgh Pirates      | pierwszobazowy                  | - 0,455 średniej uderzeń - 2 home runy - 6 RBI | [ 44 ] |
| 1980     | Manny Trillo       | Philadelphia Phillies   | drugobazowy                     | - 0,381 średniej uderzeń - 8 uderzeń - 4 RBI | [ 45 ] |

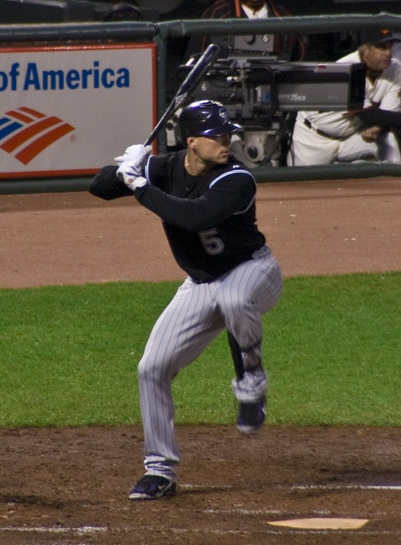
Matt Holliday (NLCS MVP 2007).

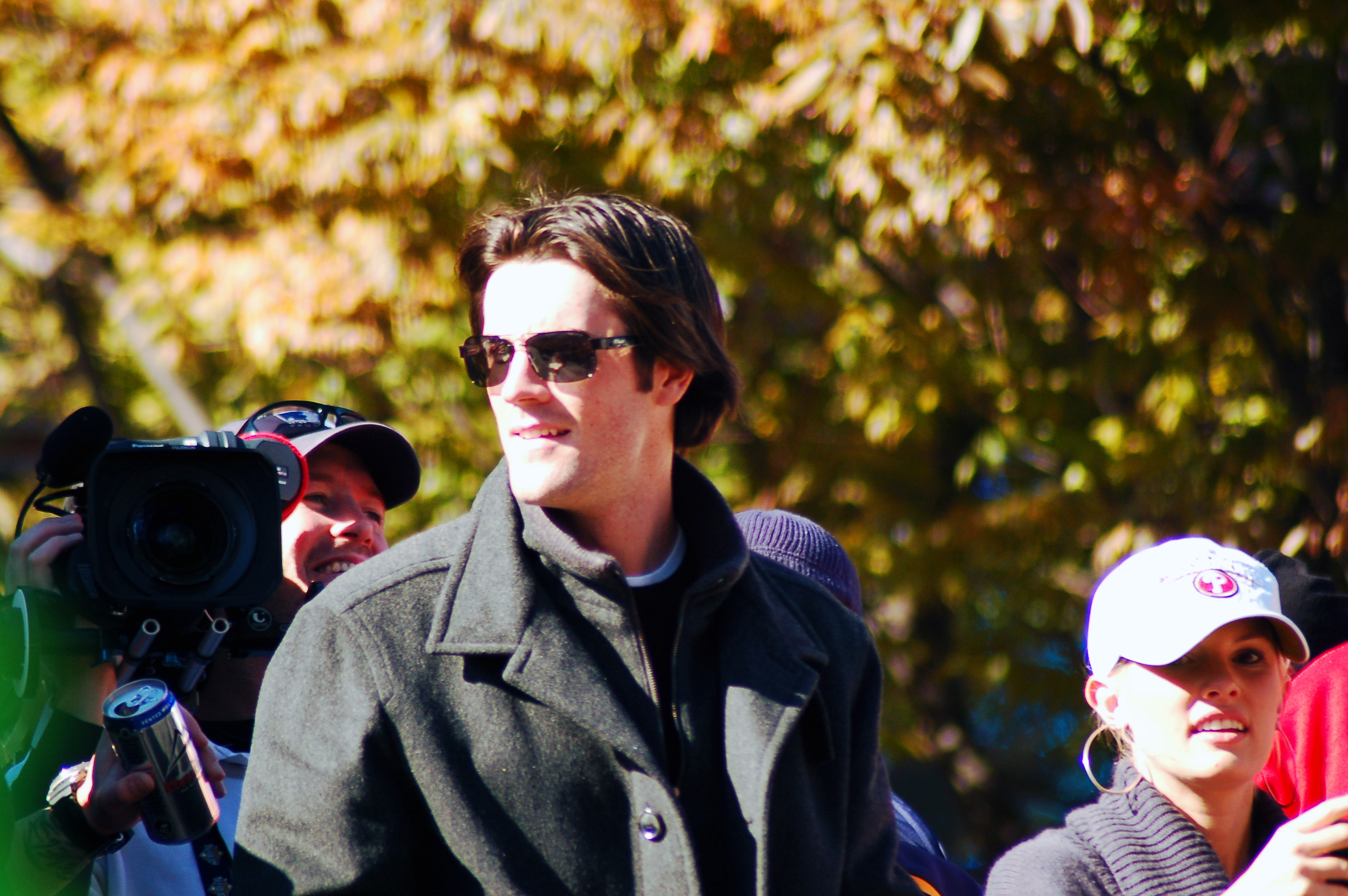
Cole Hamels (NLCS i WS MVP 2008).

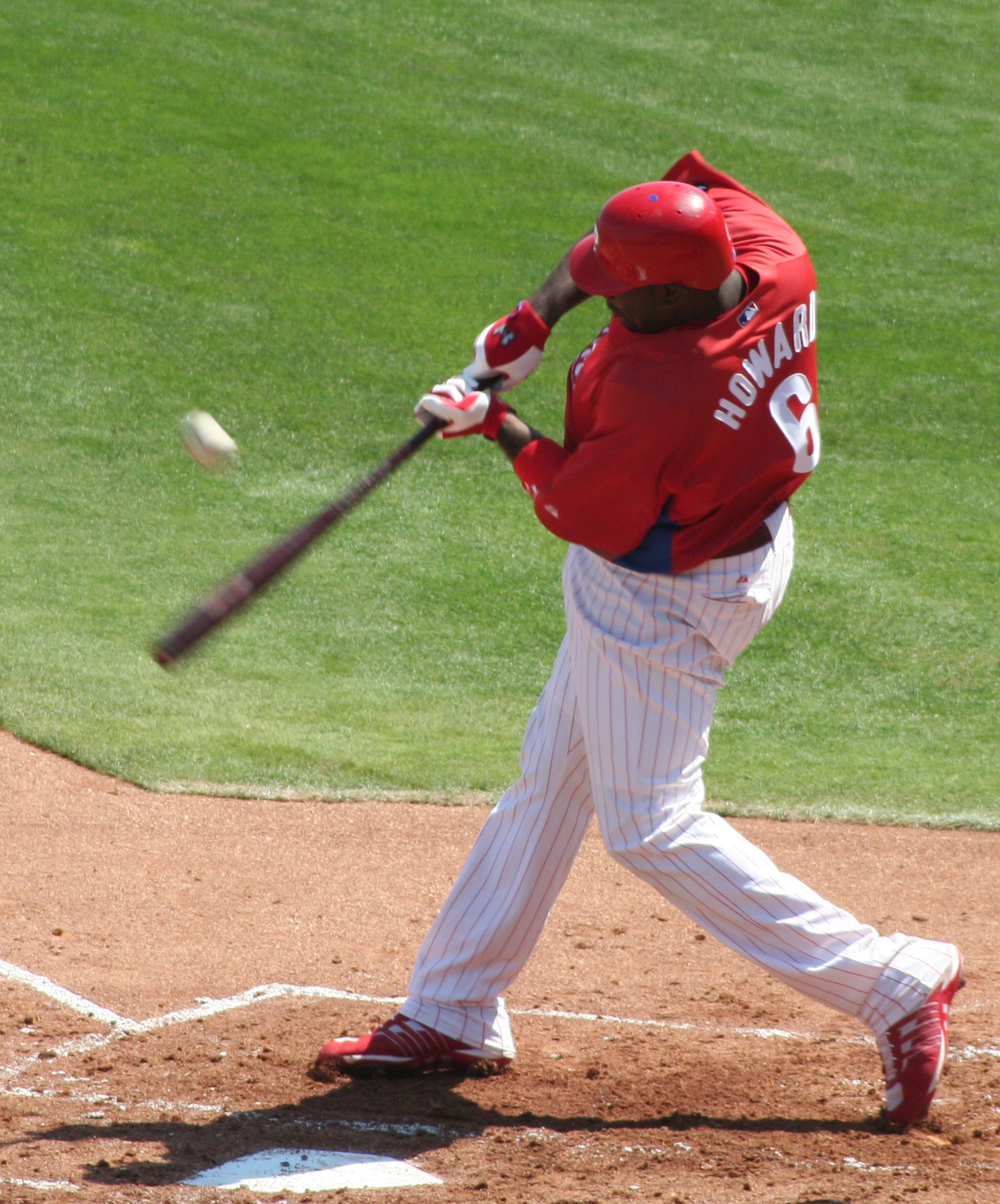
Ryan Howard (NLCS MVP 2009).

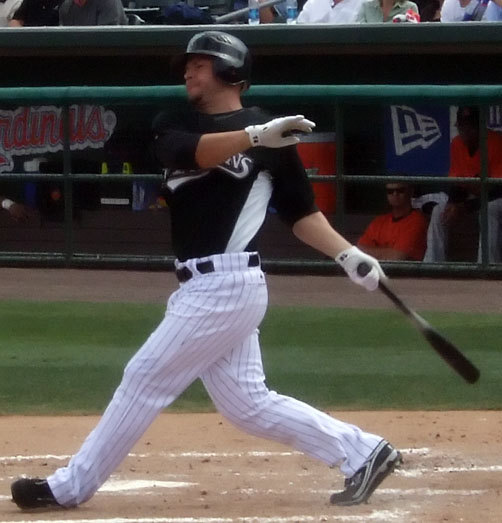
Cody Ross (NLCS MVP 2010).

| 1981     | Burt Hooton        | Los Angeles Dodgers     | starting pitcher                | - 2–0 W–L w 2 meczach jako starter - nie oddał żadnego runa w 14⅔ rozegranych inningach - 1,16 WHIP                                               | [ 46 ] |
| 1982*    | Darrell Porter     | St. Louis Cardinals     | łapacz                          | - 0,556 średniej uderzeń - 5 uderzeń (w tym 3 double) - 5 baz za darmo                                                                            | [ 47 ] |
| 1983     | Gary Matthews      | Philadelphia Phillies   | zapolowy                        | - 0,429 średniej uderzeń - 3 home runy - 8 RBI | [ 48 ] |
| 1984     | Steve Garvey (2)   | San Diego Padres        | pierwszobazowy                  | - 0,400 średniej uderzeń - walk-off home run w meczu numer 4 - 7 RBI                                                                              | [ 49 ] |
| 1985     | Ozzie Smith #      | St. Louis Cardinals     | łącznik                         | - 0,435 średniej uderzeń - walk-off home run w meczu numer 5 - 3 RBI                                                                              | [ 50 ] |
| 1986     | Mike Scott         | Houston Astros **       | starting pitcher                | - 2–0 W–L w 2 meczach jako starter; 2 shutouty - oddał 1 run w 18 rozegranych inningach - 19 strikeoutów                                          | [ 51 ] |
| 1987     | Jeffrey Leonard    | San Francisco Giants ** | zapolowy                        | - 0,417 średniej uderzeń - 4 home runy - 5 RBI | [ 52 ] |
| 1988*    | Orel Hershiser     | Los Angeles Dodgers     | starting pitcher relief pitcher | - 1–0 W–L, 1 save w 4 występach (w jako 3 starter), 1 shutout - oddał 3 runy w 24⅔ rozegranych inningach - 15 strikeoutów                         | [ 53 ] |
| 1989     | Will Clark         | San Francisco Giants    | pierwszobazowy                  | - 0,650 średniej uderzeń - 13 uderzeń - 8 RBI | [ 54 ] |
| 1990 *** | Rob Dibble         | Cincinnati Reds         | relief pitcher                  | - 1 save w 4 występach jako reliever - 5 inningów bez oddania runa - 10 strikeoutów                                                               | [ 55 ] |
| 1990 *** | Randy Myers        | Cincinnati Reds         | relief pitcher                  | - 3 save'y w 4 występach jako reliever - 5⅔ inninga bez oddania runa - 7 strikeoutów                                                              | [ 55 ] |
| 1991     | Steve Avery        | Atlanta Braves          | starting pitcher                | - 2–0 W–L w 2 meczach jako starter - 16⅓ inninga bez oddania runa - 17 strikeoutów                                                                | [ 56 ] |
| 1992     | John Smoltz #      | Atlanta Braves          | starting pitcher                | - 2–0 W–L w 3 meczach jako starter - oddał 6 runów w 20⅓ rozegranych inningach - 19 strikeoutów                                                   | [ 57 ] |
| 1993     | Curt Schilling     | Philadelphia Phillies   | starting pitcher                | - 2 mecze jako starter (no decision) - oddał 3 runy w 16 rozegranych inningach - 19 strikeoutów                                                   | [ 58 ] |
| 1994     | —                  | —                       | —                               | League Championship Series nie odbyły się z powodu strajku zawodników                                                                             | [ 16 ] |
| 1995     | Mike Devereaux     | Atlanta Braves          | zapolowy                        | - 0,308 średniej uderzeń - 1 home run - 5 RBI | [ 59 ] |
| 1996     | Javy López         | Atlanta Braves          | łapacz                          | - 0,542 średniej uderzeń - 5 double'ów, 2 home runy - 6 RBI                                                                                       | [ 60 ] |
| 1997*    | Liván Hernández    | Florida Marlins         | starting pitcher                | - 2 wygrane w 2 występach; 1 jako reliever, 1 jako starter z pełnym meczem - oddał 1 run w 10⅔ rozegranych inningach - 16 strikeoutów             | [ 61 ] |
| 1998     | Sterling Hitchcock | San Diego Padres        | starting pitcher                | - 2–0 W–L w 2 meczach jako starter - oddał 1 run w 10 rozegranych inningach - 14 strikeoutów                                                      | [ 62 ] |
| 1999     | Eddie Pérez        | Atlanta Braves          | łapacz                          | - 0,500 średniej uderzeń - 2 home runy - 5 RBI | [ 63 ] |
| 2000     | Mike Hampton       | New York Mets           | starting pitcher                | - 2–0 W–L w 2 meczach jako starter, 1 shutout - 16 inningów bez oddania runa - 12 strikeoutów                                                     | [ 64 ] |
| 2001     | Craig Counsell     | Arizona Diamondbacks    | drugobazowy                     | - 0,381 średniej uderzeń - 4 RBI - 5 runów | [ 65 ] |
| 2002     | Benito Santiago    | San Francisco Giants    | łapacz                          | - 0,300 średniej uderzeń - 2 home runy - 6 RBI | [ 66 ] |
| 2003     | Iván Rodríguez #   | Florida Marlins         | łapacz                          | - 0,321 średniej uderzeń - 2 home runy - 10 RBI                                                                                                   | [ 67 ] |
| 2004     | Albert Pujols      | St. Louis Cardinals     | pierwszobazowy                  | - 0,500 średniej uderzeń - 4 home runy - 9 RBI | [ 68 ] |
| 2005     | Roy Oswalt         | Houston Astros          | starting pitcher                | - 2–0 W–L w 2 meczach jako starter - oddał 2 runy w 14 rozegranych inningach - 12 strikeoutów                                                     | [ 69 ] |
| 2006     | Jeff Suppan        | St. Louis Cardinals     | starting pitcher                | - 1–0 W–L w 2 meczach jako starter - oddał 1 run w 15 rozegranych inningach - 1 zdobyty home run w meczu numer 3                                  | [ 70 ] |
| 2007     | Matt Holliday      | Colorado Rockies        | zapolowy                        | - 0,333 średniej uderzeń - 2 home runy - 4 RBI | [ 71 ] |
| 2008*    | Cole Hamels        | Philadelphia Phillies   | starting pitcher                | - 2–0 W–L w 2 meczach jako starter - oddał 3 runy w 14 rozegranych inningach - 13 strikeoutów                                                     | [ 72 ] |
| 2009     | Ryan Howard        | Philadelphia Phillies   | pierwszobazowy                  | - 0,333 średniej uderzeń - 2 home runy, 8 RBI - Wyrównał rekord Lou Gehriga w liczbie kolejnych meczów w postseason z przynajmniej jednym RBI (8) | [ 73 ] |
| 2010     | Cody Ross          | San Francisco Giants    | zapolowy                        | - 0,350 średniej uderzeń - 3 home runy - 5 RBI | [ 74 ] |
| 2011*    | David Freese       | St. Louis Cardinals     | trzeciobazowy                   | - 0,545 średniej uderzeń - 3 home runy - 9 RBI | [ 75 ] |
| 2012     | Marco Scutaro      | San Francisco Giants    | drugobazowy                     | - 0,500 średniej uderzeń - 14 uderzeń - 4 RBI | [ 76 ] |
| 2013     | Michael Wacha      | St. Louis Cardinals     | starting pitcher                | - 2–0 W–L w 2 meczach jako starter - 13⅔ inninga bez oddania runa - 13 strikeoutów                                                                | [ 77 ] |
| 2014*    | Madison Bumgarner  | San Francisco Giants    | starting pitcher                | - 1–0 W–L w 2 meczach jako starter - oddał 3 runy w 15⅔ rozegranych inningach - 12 strikeoutów                                                    | [ 78 ] |
| 2015     | Daniel Murphy      | New York Mets           | 1B/2B/3B                        | - 0,529 średniej uderzeń - 9 uderzeń - 4 home runy                                                                                                | [ 79 ] |
| 2016 *** | Jon Lester         | Chicago Cubs            | starting pitcher                | - 1–0 W–L w 2 meczach jako starter - oddał 3 runy w 13 rozegranych inningach - 9 strikeoutów                                                      | [ 80 ] |
| 2016 *** | Javier Báez        | Chicago Cubs            | 2B/SS                           | - 0,368 średniej uderzeń - 9 uderzeń - 5 RBI | [ 80 ] |
| 2017 *** | Chris Taylor       | Los Angeles Dodgers     | zapolowy                        | - 0,316 średniej uderzeń - 6 uderzeń - 3 RBI | [ 81 ] |
| 2017     | Justin Turner      | Los Angeles Dodgers     | trzeciobazowy                   | - 0,333 średniej uderzeń - 6 uderzeń - 7 RBI | [ 81 ] |
| 2018     | Cody Bellinger     | Los Angeles Dodgers     | pierwszobazowy                  | - home run - 4 RBI | [ 82 ] |
| 2019     | Howie Kendrick     | Washington Nationals    | drugobazowy                     | - 0,333 średniej uderzeń - 4 runy - 4 RBI | [ 83 ] |

### Legenda
| #   | Członek Baseball Hall of Fame                                   |
| *   | Zawodnik został nagrodzony World Series MVP w tym samym sezonie |
| **  | Zawodnik nagrodzony z przegranego zespołu w World Series        |
| *** | W tych samych LCS nagrodzono kilku zawodników                   |
| (X) | Wybór ponowny                                                   |